# Platygaster moczari
Platygaster moczari är en stekelart som beskrevs av Szabó 1976. Platygaster moczari ingår i släktet Platygaster och familjen gallmyggesteklar. Inga underarter finns listade i Catalogue of Life.